# Toma Nikiforov
Toma Nikiforov (ur. 25 stycznia 1993) – belgijski judoka. Trzykrotny olimpijczyk. Zajął dziewiąte miejsce w Rio de Janeiro (2016) i Tokio (2020), siedemnaste w Paryżu (2024).
Srebrny medalista mistrzostw świata w 2017 i brązowy w 2015, piąty w 2022; uczestnik zawodów w 2014, 2021, 2023 i 2024. Startował w Pucharze Świata w latach 2013−2015. Zdobył trzy medale na mistrzostwach Europy w latach 2016−2021. Brązowy medalista igrzysk europejskich w 2015 i siódmy w 2019. Wygrał igrzyska wojskowe w 2015. Brązowy medalista młodzieżowych igrzysk olimpijskich z 2010 roku.

## Letnie Igrzyska Olimpijskie 2016
| Konkurencja | Rundy eliminacyjne     | Rundy eliminacyjne         | Klas. końcowa |
| Konkurencja | 1/16                   | 1/8                        | Miejsce       |
| ----------- | ---------------------- | -------------------------- | ------------- |
| 100 kg      | Dżawad Mahdżub (IRI) Z | Beka Ghwiniaszwili (GEO) P | 9.            |

## Letnie Igrzyska Olimpijskie 2020
| Konkurencja | Rundy eliminacyjne        | Rundy eliminacyjne    | Klas. końcowa |
| Konkurencja | 1/16                      | 1/8                   | Miejsce       |
| ----------- | ------------------------- | --------------------- | ------------- |
| 100 kg      | Rafael Buzacarini (BRA) Z | Jorge Fonseca (POR) P | 17.           |

## Letnie Igrzyska Olimpijskie 2024
| Konkurencja | Rundy eliminacyjne         | Klas. końcowa |
| Konkurencja | 1/16                       | Miejsce       |
| ----------- | -------------------------- | ------------- |
| 100 kg      | Nurlykhan Sharkhan (KAZ) P | 9.            |